# 邵蕙
邵蕙（？—1527年），明朝浙江承宣布政使司杭州府昌化县人，明朝外戚，人（治今浙江省杭州市临安区西），明世宗祖母邵太后的侄子。
邵蕙祖父邵林，父亲邵喜，嘉靖元年（1522年）五月己酉，明世宗封邵喜为昌化伯。嘉靖二年（1523年）邵喜卒，邵蕙嗣位昌化伯。当时昌化伯邵蕙、玉田伯蒋轮、定国公徐光祚子家人擅作威福，建昌侯张延龄强占民地，兵科给事中张原上疏弹劾。嘉靖六年（1527年）十二月，邵蕙去世，無子。邵杰嗣位。